# György Kristóf
György Kristóf, cunoscut, de asemenea, sub pseudonimele Tófalvi György și Péter Apor dr., (n. 2 octombrie 1878, Tofalău, România – d. 15 octombrie 1965, Cluj, România) a fost un istoric literar maghiar din Transilvania. El este tatăl traducătoarei Sarolta Kristóf (1910–1991).

## Biografie
Provenea dintr-o familie de țărani. A urmat studii la Colegiul Reformat din Târgu Mureș și din 1889 la Colegiul Bethlen Gábor din Aiud. După studii universitare la Cluj și Budapesta a obținut calificarea de profesor de limbile maghiară și latină în 1904. A devenit în 1905 doctor în filologie maghiară cu teza A magyar mythologia classicus eposainkban, elaborată sub îndrumarea profesorului Károly Széchy.
Și-a început cariera ca profesor particular în familia contelui Lónyai din Deregnyő (azi satul Drahňov din Slovacia), apoi din 1903 a fost profesor la Colegiul Kun din Orăștie. În aprilie 1922 a fost numit profesor substitut la Universitatea Regele Ferdinand I din Cluj, iar în 1926 a devenit profesor titular de limba și literatura maghiară, fiind la acel moment singurul profesor universitar maghiar din România.
A fost membru al mai multor asociații literare: Magyar Irodalomtörténeti Társaság (Societatea Maghiară de Istorie Literară), Erdélyi Irodalmi Társaság (EIT, Societatea Literară Transilvăneană), Kemény Zsigmond Társaság (KZST, Societatea Kemény Zsigmond) și Petőfi Társaság (Societatea Petőfi), președintele secției artistice, lingvistice și istorice a Erdélyi Múzeum-Egyesület (Societatea Muzeului Ardelean) (1925–1927), fondator al Károlyi Gáspár Irodalmi Társaság (Societatea Literară Károlyi Gáspár) (1931) și președinte al filialei literare, științifice și artistice de la Cluj. În toamna anului 1940 autoritățile române i-au încredințat transferarea universității. A fost apoi profesor-director la Institutul Maghiar de Istorie Literară (Magyar Irodalomtörténeti Intézet) din cadrul Universității din Cluj și decan al Facultății de Științe Umaniste (1943–1944). S-a pensionat în 1945.

## Activitatea profesională
Primele sale studii au fost marcate de pozitivismul conservator al lui Beöthy, apoi de interesul pentru istoria evoluției spirituale și de filozofia lui Károly Bohm, încercând să dezvolte o nouă estetică a culturii (Egységes világkép. Protestáns Szemle, Budapesta, 1909; Bölcseleti, vallásos és költői világképek. Budapesta, 1910; Megjegyzések az esztétika módszeréhez s főbb feladataihoz. Erdélyi Múzeum, 1910). A aplicat rezultatele cercetărilor sale estetice în studiul poeziei lui Petőfi și Madách (Petőfi és Madách. Budapesta, 1911; Petőfi és Madách internacionalizmusa. Magyar Társadalomtudományi Szemle, Budapesta, 1912). A manifestat interes față de viața și opera poetului militar Ábrahám Barcsay (Adatok Barcsay Ábrahám életéhez. Erdélyi Múzeum, 1911; Barcsay és Orczy. Egyetemes Philologiai Közlöny, Budapesta, 1914; Barcsay Ábrahám házassága. Irodalomtörténet (It), Budapesta, 1914; Barcsay Ábrahám költészete. It, 1915).
După Primul Război Mondial el a fost unul dintre organizatorii noii vieți literare maghiare din România, susținător al taberei conservatoare, critic literar și colaborator permanent al revistei Pásztortűz și în 1924 redactor-șef al secțiunii maghiare a revistei cvadrilingve clujene Cultura, conduse de Sextil Pușcariu. În cea de-a doua jumătate a anilor 1920 a fost interesat de istoria vieții intelectuale transilvănene și a scris mai multe lucrări pozitiviste despre relația dintre Gábor Bethlen și literatura maghiară (Budapesti Szemle, 1930; Protestáns Szemle, Budapesta, 1930), despre cultul lui Bolyai (Kelemen Lajos Emlékkönyv, 1947), despre poeții Epocii reformelor și despre activitatea editorială din perioada 1848–1919.
A elaborat două studii dedicate călătoriilor marilor scriitori maghiari în Transilvania (Jókai napjai Erdélyben.  Cluj, 1925; Királyhágóninneni írók Erdélyben. Cluj, 1942). A fost unul dintre primii care au încercat să definească conceptul de transilvanism, delimitând miturile de realități (Erdélyi Irodalmi Szemle, 1926) și punând accentul pe necesitatea unei critici estetice exigente în volumul Esztétikai becslésünk a mai közszellem hatása alatt (Cluj, 1928). A alcătuit prima antologie de nuvele transilvănene de după război (Erdély lelke. Berlin, 1928), iar în 1929 a elaborat un studiu în limba română al vieții literare maghiare din România în primii zece ani de după Marea Unire (Transilvania, Banatul, Crișana, Maramureșul 1918–1928. II. 1929. 1153–73, în maghiară: Irodalomtörténet, Budapesta, 1930). Cu sprijinul Ministerului Culturii din România a elaborat o monografie în limba română a vieții și operei lui Jókai (1925), un studiu de istorie a limbii și literaturii maghiare (1934) și, împreună cu Árpád Bitay, o antologie a poeziei române în limba maghiară (Műfordítások román költőkből. Cluj, 1928).
Cu ocazia aniversării a 60 de ani de la nașterea lui, foștii lui studenți au publicat volumul omagial intitulat Magyar irodalomtörténet 1939, la sfârșitul căreia se află o listă detaliată a celor 641 de studii publicate de el. Universitatea din Cluj enumeră în anexa la raportul său academic un număr de 409 lucrări, ia teza de doctorat a istoricului literar clujean György Gaal (Cluj, 1981) menționează 860 de scrieri.

## Lucrări majore
- Petőfi és Madách. Tanulmányok, Cluj, 1923;
- Az erdélyi magyar irodalom múltja és jövője, Cluj, 1924;
- Jókai Mór élete és művei, Cluj, 1925;
- Mauriciu Jókai, Cluj, 1925;
- Három jellemzés (Vörösmarty-Madách-Jókai), Cluj, 1926;
- Kritikai szempontok az erdélyi irodalmi életben, Cluj, 1931;
- Tudományművelés kollégiumainkban, Cluj, 1931;
- Báró Eötvös József utazásai Erdélyben, ETF 42, Cluj, 1932;
- Kazinczy és Erdély, ETF 44, Cluj, 1932;
- Istoria limbii și literaturii maghiare, Cluj, 1934;
- Péterfi Károly esztétikája, Budapesta, 1934;
- Szabolcska Mihály Erdélyben, ETF 72, Cluj, 1934;
- Dunántúli írók – Erdélyben, Győr, 1935;
- Eminescu Mihály költeményei, ETF 74, Cluj, 1935;
- Dózsa Dániel elbeszélő költészete, Budapesta, 1938;
- Az erdélyi időszaki sajtó a kiegyezéstől a közhatalom-változásig, Budapesta, 1938;
- Az erdélyi magyar vidéki hírlapirodalom története a kiegyezésig, ETF 109, Cluj, 1939;
- Tudományos intézetek Erdélyben 1919-ig., ETF 135, Cluj, 1942;
- Fadrusz Mátyás királya és Vörösmarty Szép Ilonkája, ETF 164, Cluj, 1943;
- A kolozsvári magyar királyi Ferenc József Tudományegyetem Magyar Irodalomtörténeti Intézetének könyvtára, Pécs, 1943;
- Az egyetem hivatása, Cluj, 1944;
- Reményik Sándor, ETF 173, Cluj, 1944;
- Erdélyi magyar diák Albensis Nagy János disputája a heidelbergi egyetemen 1617-ben és a szászvárosi református Kun-kollégium heidelbergi kolligátuma, Cluj, 1945;
- A két Bolyai alakja szépirodalmunkban, Cluj, 1947.